# 靈芝科
靈芝科（學名：Ganodermataceae）是擔子菌門多孔菌目的一個科，於1948年由荷蘭真菌學家馬里納斯·安東·棟克發表描述。本科真菌一般生長在樹木或腐木上，有腐生者，也有可造成白腐病（white rot）的植物病原菌，共有超過200種物種，廣泛分布於世界各地，又以熱帶地區為大宗。東亞傳統醫學中的藥材「靈芝」即是本科模式屬靈芝屬的物種。
本科類群因種內外形變異很大，造成長久以來分類上的困難，其中橢圓形、兩層細胞壁且內壁有突起的擔孢子是本科的重要特徵。傳統上本科類群依子實體表面質地有無光澤、子實體表面菌絲的排列方式與擔孢子的形態等外形特徵分為靈芝屬、假芝屬、雞冠孢芝屬、網孢靈芝屬與鬆芝屬等五個屬。

## 形態
本科類群的特徵為擔孢子具有兩層細胞壁，其中內壁有色、較厚並常有突起物，外壁則較薄且多為無色，此類擔孢子被部分學者稱為靈芝類孢子（ganodermatoid spores）；另外本科類群菌絲常具有三種型態，即薄壁透明的生殖菌絲、厚壁有色的骨骼菌絲與無色多分枝的纏繞菌絲，不過也有部分物種的菌絲只有兩型或單型。

## 分類
1933年，荷蘭真菌學家馬里納斯·安東·棟克描述發表了多孔菌科下的一個新亞科靈芝亞科（Ganodermoideae），並於1948年將其獨立為一新的科，即靈芝科（Ganodermataceae）。靈芝屬為本科的模式屬，亦為物種數最多的屬，其擔孢子有一端呈截形（truncate apex）；假芝屬（Amauroderma）則是本科物種數第二多的屬，其擔孢子兩端均不呈截形，且兩屬孢子內壁的突起形狀稍有不同；鬆芝屬（Tomophagus）於1905年被發表，當時僅有鬆芝一物種，後來雖一度被認為是靈芝屬的同物異名，但近年分子研究顯示其為一獨立演化支，已將鬆芝重新歸入該屬中；1972年，又有學者提出了雞冠孢芝屬（Haddowia）與網孢靈芝屬（Humphreya）等新屬。
過去即有學者認為假芝屬可能為複系群，2017年，一篇分子種系發生學研究以核糖體DNA的部分序列與RNA聚合酶II大次單元（RPB1）、真核延伸因子1α（TEF-1α）等基因序列分析本科類群的親緣關係，結果顯示假芝屬與靈芝屬皆為複系群：靈芝屬中咖啡网孢灵芝（G. coffeatum）、多分枝灵芝（G. ramosissimum）、粗皮靈芝（G. tsunodae）與樹脂靈芝（G. subresinosum） （页面存档备份，存于）皆分別自成一演化支，其他類群則共為一單系群；假芝屬中云南乌芝（A. yunnanense）自成一演化支，惑乌芝（A. perplexum）、皺蓋假芝（A. rude）與环皱乌芝（A. rugosum）組成一演化支，另外有兩物種各自成一演化支，分別被歸入Foraminispora與Furtadoa兩個新屬，其中後者只有一種型態的菌絲。假芝屬的其他類群（狹義類群）則為一單系群。此外鬆芝屬亦為單系群。

## 下级分类
本科包括以下属：
- 假芝屬 Amauroderma (Patouillard) Torrend, 1920
- Amaurodermellus Costa-Rezende, Drechsler-Santos & Góes-Neto
- Cristataspora Robledo & Costa-Rezende
- Furtadoa Costa-Rezende, Robledo & Drechsler-Santos[3]
- Furtadoella
- Furtadomyces Leonardo-Silva, Cotrim & Xavier-Santos
- Ganodermites A.Fleischmann, M.Krings, H.Mayr & R.Agerer, 2007
- Lazulinospora
- Neoganoderma
- Sanguinoderma Y.F.Sun, D.H.Costa & B.K.Cui, 2020
  - Sanguinoderma bataanense (Murrill) Y.F.Sun & B.K.Cui
  - 粗柄雪芝 Sanguinoderma elmerianum (Murrill) Y.F.Sun & B.K.Cui
  - Sanguinoderma flavovirens Y.F.Sun & B.K.Cui
  - Sanguinoderma guangdongense B.K.Cui & Y.F.Sun
  - Sanguinoderma infundibulare B.K.Cui & Y.F.Sun
  - Sanguinoderma laceratum Y.F.Sun & B.K.Cui
  - Sanguinoderma longistipitum B.K.Cui & Y.F.Sun
  - Sanguinoderma melanocarpum B.K.Cui & Y.F.Sun
  - Sanguinoderma microporum Y.F.Sun & B.K.Cui
  - Sanguinoderma microsporum B.K.Cui & Y.F.Sun
  - Sanguinoderma perplexum (Corner) Y.F.Sun & B.K.Cui
  - Sanguinoderma reniforme Y.F.Sun & B.K.Cui
  - Sanguinoderma rude (Berk.) Y.F.Sun, D.H.Costa & B.K.Cui
  - 乌血芝 Sanguinoderma rugosum (Blume & T.Nees) Y.F.Sun, D.H.Costa & B.K.Cui
  - Sanguinoderma sinuosum Y.F.Sun & B.K.Cui
  - Sanguinoderma tricolor B.K.Cui & Y.F.Sun
- Sinoganoderma
- 黑柄栓孔菌属 Whitfordia Murrill
  - 伸展黑柄栓孔菌 Whitfordia scopulosa (Berk.) Nú？ez & Ryvarden，为Amauroderma scopulosum (Berk.) Imazeki的异名

曾经在灵芝科的属：
- Foraminispora[3]
- 靈芝屬 Ganoderma
- 雞冠孢芝屬 Haddowia
- 網孢靈芝屬 Humphreya
- Polyporopsis：發表於2010年的新屬，只有Polyporopsis mexicana一種[19][20]。
- 鬆芝屬 Tomophagus

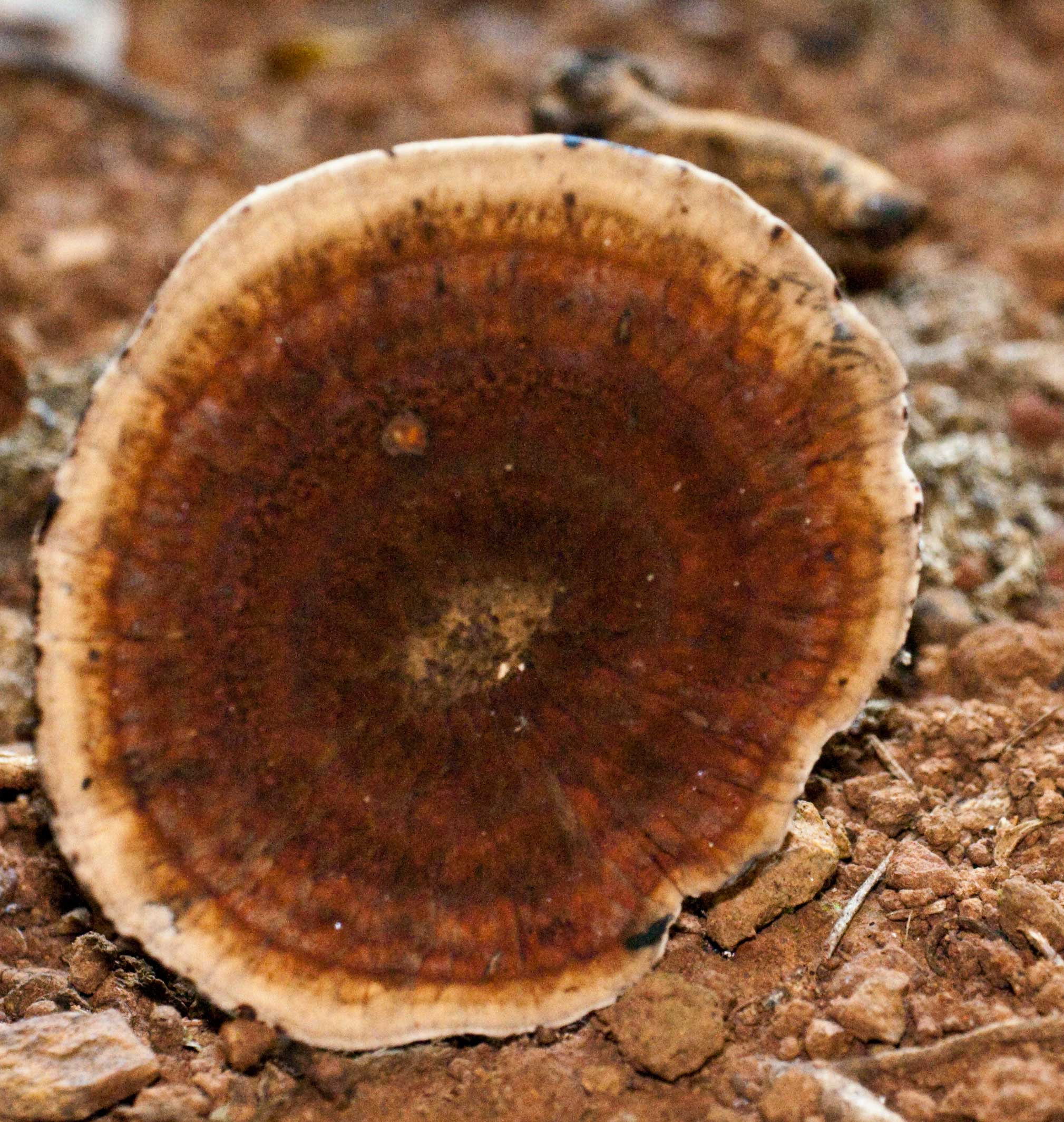
皺蓋假芝（英语：Amauroderma rude） （假芝屬）
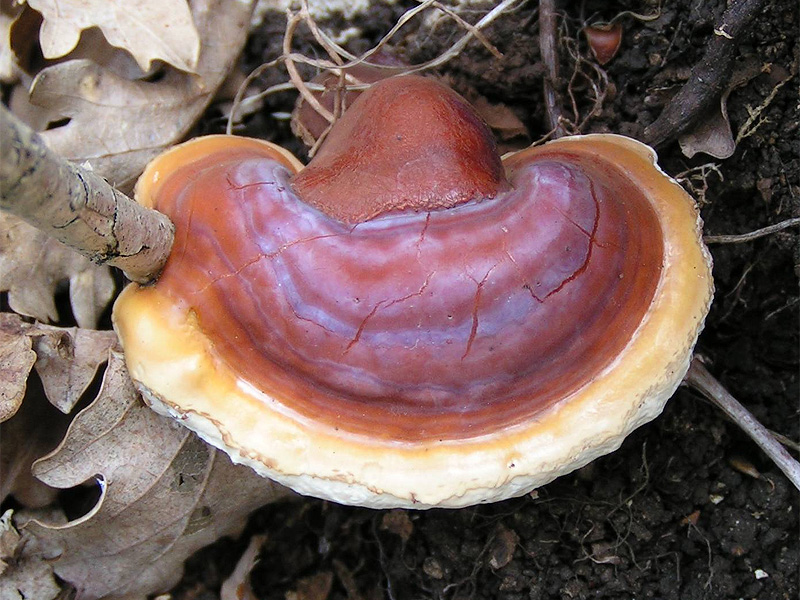
亮蓋靈芝 （靈芝屬）
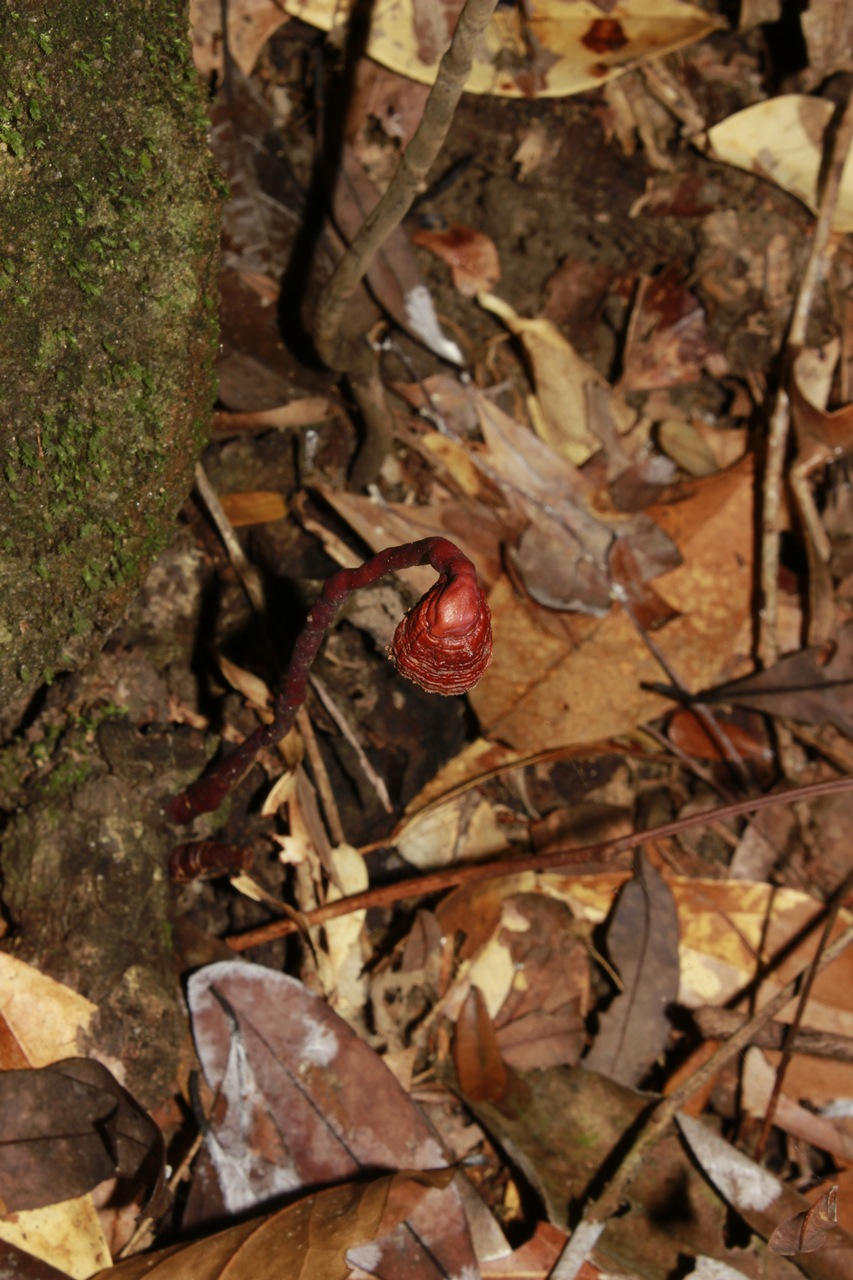
长柄鸡冠孢芝（瑞典语：Haddowia longipes） （雞冠孢芝屬）
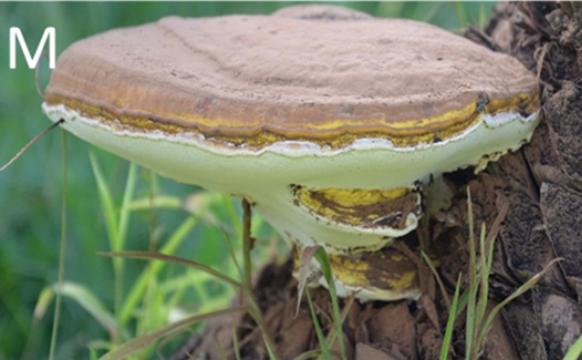
鬆芝 （鬆芝屬）

### 化石紀錄
- Ganodermites：2007年發表、出土於利比亞撒哈拉沙漠的礦化子實體化石Ganodermites libycus，年代為距今2300萬-1750萬年前的中新世早期，形態與現生靈芝屬物種相似，具有三種型態的菌絲，亦有兩層細胞壁、一端呈截形的擔孢子[4]。
- Archeterobasidium：1979年發表、出土於利比亞北部的礦化子實體化石Archeterobasidium syrtae，年代為中新世中期，其擔孢子形態與現生靈芝科類群相似（但也有學者認為其擔孢子與現生的多年異擔子菌（Heterobasidion annosum）相似），具有兩種型態的菌絲[4][21][4]。
- 另外還有數個中新世、更新世的靈芝屬物種化石曾被發表[4]。

## 註腳
1. ↑  東亞傳統醫學中的藥材靈芝過去被認為是亮蓋靈芝（G. lucidum），但分子鑑定顯示其應為靈芝（G. lingzhi）、重伞灵芝（G. multipileum）與四川靈芝（G. sichuanense）等物種。
2. ↑  但假芝屬的A. coltricioides為一例外，其擔孢子壁平滑，非靈芝類孢子[4][8]。
3. ↑  過去曾被部分學者歸入網孢靈芝屬（Humphreya）[3][16]。
4. ↑  過去曾被部分學者歸入另一屬Trachyderma，但後來該屬被視為靈芝屬的同物異名[3][17]。
5. ↑  過去曾被部分學者歸入另一屬Magoderna，但後來該屬被視為靈芝屬或假芝屬的同物異名[3][15][18]

- 物種譯名參考 (PDF). 中国科学院 生态环境部: 206-211. 2018-05  [2019-10-22]. （原始内容存档 (PDF)于2018-09-12）.